# Parodia crassigibba
Parodia crassigibba är en kaktusväxtart som först beskrevs av Friedrich Ritter, och fick sitt nu gällande namn av Nigel Paul Taylor. Parodia crassigibba ingår i släktet Parodia och familjen kaktusväxter. Inga underarter finns listade i Catalogue of Life.